# Najib Razak
Mohammad Najib bin Tun Haji Abdul Razak (en Jawi: محمد نجيب بن عبد الرزاق‎; n. Kuala Lipis, Pahang, Malasia, 23 de julio de 1953) es un político malasio que ejerció como el sexto primer ministro de Malasia desde el 3 de abril de 2009 hasta el 10 de mayo de 2018. Fue condenado en 2020 por el escándalo 1MDB.
En las elecciones federales de 2013, el Barisan Nasional continuó sufriendo pérdidas y de hecho la coalición opositora, el Pakatan Rakyat, obtuvo más sufragios que la coalición oficialista, logrando esta última conservar la mayoría gracias a un vasto sistema de gerrymandering. La derrota por voto popular motivó un aumento de la represión interna, por lo que el segundo mandato de Najib estuvo marcado por la persecución de varios de sus críticos por cargos de sedición, el encarcelamiento de Ibrahim tras una segunda condena por sodomía, la implementación de un impuesto a los bienes y servicios (GST) y un escándalo en curso involucrando a la firma de inversiones del estado 1Malaysia Development Berhad (1MDB) que llevó a mítines convocando a la renuncia de Najib, encabezada por el movimiento BERSIH. La respuesta de Najib a las acusaciones de corrupción fue reforzar su control del poder reemplazando al vice primer ministro, suspendiendo dos periódicos y promoviendo en el parlamento un controvertido proyecto de ley del Consejo de Seguridad Nacional que otorga al primer ministro poderes sin precedentes. Los diversos recortes en los subsidios de Najib contribuyeron a elevar los costos de vida, mientras que los precios fluctuantes del petróleo y las consecuencias del Escándalo del 1Malaysia Development Berhad han llevado a una constante depreciación del ringgit malasio.
En el marco de la creciente crisis política, social y económica, el ex primer ministro Mahathir Mohamad abandonó la UMNO en enero de 2016 y se pasó a la oposición. El 4 de marzo de ese mismo año, se firmó la Declaración de los Ciudadanos de Malasia, un pacto político de distintos líderes partidarios, entre los que se encontraban Ibrahim y Mahathir, ahora liderando juntos la coalición opositora Pakatan Harapan (Pacto de la Esperanza). La declaración era un acuerdo de cooperación entre distintas fuerzas opositoras para lograr la caída de Najib por medios pacíficos. En preparación para las siguientes elecciones federales, el gobierno de Najib redefinió las circunscripciones, aprobó una controvertida Ley contra las Noticias Falsas (lo cual fue visto como un intento de acallar las voces opositoras), y se adelantó los comicios de modo que el período de campaña sería un mínimo histórico de once días. A pesar de esto, y del denunciado sesgo mediático a favor del oficialismo, en las elecciones, realizadas el 9 de mayo de 2018, el Barisan Nasional sufrió su primera derrota electoral efectiva al recibir el 33.80% de los votos y 79 de los 222 escaños contra una mayoría absoluta de 113 del Pakatan Harapan. Luego de permanecer en silencio durante un día, Najib reconoció la derrota y Mahahtir fue juramentado como primer ministro por segunda vez tan solo al día siguiente, marcando el primer cambio de gobierno por medios pacíficos en la historia de Malasia.

## Primeros años
Nació el 23 de julio de 1953, en Kuala Lipis, Pahang; Najib es el mayor de los seis hijos del primer ministro Abdul Razak Hussein. Los cinco hermanos de Najib se llaman Nizam, Nazim, Nazir, Nazri Aziz y Johari. Su hermano menor, Dato 'Seri Mohd Nazir Abdul Razak, se presenta como el segundo mayor prestamista del país, Participaciones de Comercio Bhd Bumiputra. Najib es también una de los Cuatro Nobles de la Pahang Darul Makmur (Corte Real), mediante la virtud de su título hereditario como el Orang Kaya Indera Shahbandar. Recibió su educación primaria y secundaria en el Instituto de San Juan, Kuala Lumpur. Más tarde asistió a Malvern College en Worcestershire, Inglaterra, y posteriormente fue a la Universidad de Nottingham, donde recibió una licenciatura en economía industrial en 1974. Najib Razak regresó a Malasia en 1974 y entró en el mundo de los negocios, trabajando brevemente en el Banco Negara (Banco Central) y más tarde con Petronas (la compañía petrolera nacional de Malasia) como gerente de asuntos públicos.
En 1976 Najib se casó con Tengku Puteri Zainah Tengku Eskandar ('Ku Yie') con quien tuvo tres hijos: Mohd Najib Nizar (nacido en 1978), Mohd Najib Nazifuddin y Puteri Norlisa Najib. En 1987 se divorció de Ku Yie y se casó con Datin Seri Rosmah Mansor con quien tiene dos hijos: Mohd Najib Norashman y Nooryana Najwa Najib. Este es el segundo matrimonio de Rosmah también. Ella tiene dos hijos de su anterior matrimonio con un ejecutivo del Banco de Perak.

## Entrada a la política
Tras la muerte de su padre, el 14 de enero de 1976, Najib, siendo su hijo mayor, fue designado candidato del Barisan Nasional para su escaño parlamentario en Pekan en la subsecuente elección parcial. La afluencia nacional de dolor después de la muerte de Tun Razak y el respeto por su padre ayudaron a Najib a ganar las elecciones sin oposición como miembro del Parlamento a la temprana edad de veintitrés años. Conservaría el escaño en las elecciones federales de 1978 por un arrollador margen sobre el candidato del Partido Islámico Panmalayo (PAS), Mohamed Rusdi Arif.
Najib fue asignado por primera vez al gabinete de Malasia a la edad de veinticinco años cuando fue nombrado Viceministro de Energía, Telecomunicaciones y Correos en 1978, convirtiéndose en el viceministro más joven del país.

## Menteri Besar de Pahang
Najib renunció al cargo de Viceministro y al escaño parlamentario de Pekan para presentarse como candidato oficialista a Menteri Besar (ministro principal o gobernador) del Estado de Pahang en las elecciones estatales de 1982. En su circunscripción estatal, Bandar Pekan, Najib obtuvo el 72.50% de los votos contra el 27.50% de quien fuera su oponente en las elecciones previas al parlamento, Mohamed Rusdi Arif, y el Barisan Nasional obtuvo 31 de los 32 escaños disputados, garantizando la victoria de Najib, quien tomó juramento como duodécimo Menteri Besar de Pahang el 4 de mayo de ese mismo año. Con veintinueve años, era el jefe de Gobierno más joven de un estado de Malasia.
Durante su mandato como jefe de Gobierno, Najib promovió el turismo en Pahang, y el desarrollo de la infraestructura. Sin embargo, su administración estatal fue acusada de corrupción masiva, denuncias que se encargaría de negar hasta mucho después de su período como Menteri Besar.
Resolvió no presentarse a la reelección en 1986, siendo suplantado por Kahlil Yaacob, y retornó al escaño de Pekan, ganándolo nuevamente con facilidad. El escaño que representaba en la Asamblea Legislativa Estatal de Pahang, Bandar Pekan, fue suprimido. Ese mismo año, el primer ministro Mahathir Mohamad lo nombró ministro de Cultura, Juventud y Deportes, retornando Najib a la política nacional.

## Política dentro de la UMNO
En 1987, Najib fue seleccionado como jefe interino del Movimiento de Jóvenes de la UMNO por Anwar Ibrahim después de que se le pidiera a Anwar que disputara el puesto de Vicepresidente de la UMNO. Tras las crecientes tensiones étnicas, se expresaron sentimientos antichinos en un mitin juvenil de la UMNO celebrado en Kampung Baru, Kuala Lumpur, el mismo año en que habló Najib, el aumento de las tensiones pronto provocó temores de violencia étnica.
Najib fue nombrado presidente de la Juventud de la UMNO ese mismo año. En 1993, Najib fue elegido como uno de los seis vicepresidentes de la UMNO en respuesta a la decisión de Anwar de participar como vicepresidente de la UMNO.

## Carrera dentro del Gabinete Federal

### Primer período como ministro de Defensa
En 1991, Mahathir nombró a Najib como ministro de Defensa. Bajo la dirección de Najib, las tropas de Malasia se desplegaron para ayudar a las fuerzas de paz de la ONU en Bosnia en 1993. Las fuerzas de Malasia fueron recibidas calurosamente por bosnios, así como serbios y croatas. Malasia también ayudó a las operaciones de mantenimiento de la paz en Somalia en 1993, perdiendo a un soldado en un esfuerzo por ayudar a los soldados estadounidenses durante la batalla de Mogadiscio. Najib más tarde criticó la operación de la ONU en Somalia por poner demasiado énfasis en la acción militar. Desde entonces, Malasia ha manifestado su preferencia por participar en las misiones del capítulo 6, "de cumplimiento de la paz", en lugar de las misiones del capítulo 7, "de mantenimiento de la paz". Después de cuatro años en el Ministerio de Defensa, Najib asumió el control del Ministerio de Educación en 1995. Regresaría al Ministerio de Defensa recién en el año 2000.

### Ministro de Educación
En 1995, Najib dejó el Ministerio de Defensa por primera vez cuando fue nombrado ministro de Educación. Su desafío fue responder a la recién proclamada aspiración de Malasia de convertirse en una nación completamente desarrollada para el año 2020. Durante sus cinco años de mandato, Najib reestructuró el Ministerio, creó una estructura corporativa independiente para universidades públicas y fomentó la colaboración con universidades e instituciones extranjeras. La Ley de Instituciones de Educación Superior Privada de 1996, permitió que las universidades extranjeras establecieran escuelas que otorgaban títulos en Malasia, brindando mayores oportunidades educativas para los malayos y posicionando a Malasia como un centro de aprendizaje regional. Najib también actualizó los certificados de enseñanza al estado de los diplomas, de modo que los maestros en esa categoría recibirían un salario inicial mensual más alto.
Durante las elecciones federales de 1999, Najib sufrió un gran revés cuando apenas ganó la reelección al Parlamento por un margen de 241 votos, en comparación con un margen de más de 10,000 en la elección anterior y sus habituales mayorías de dos tercios de los votos.

### Segundo período como ministro de Defensa
Como ministro de Defensa, Najib instituyó el servicio militar obligatorio en diciembre de 2003. Durante sus primeros cinco años de operación, más de 339,000 jóvenes malayos participaron en el PLKN (el acrónimo bahasa malayo de "Servicio Nacional de Malasia"), que pretende promover la tolerancia, el trabajo en equipo y la participación de la comunidad. El programa, sin embargo, ha enfrentado desafíos. Se han informado problemas de seguridad en el programa y varias personas murieron durante o poco después de sus términos de servicio durante los primeros años del programa.
Los tribunales franceses están investigando las denuncias de corrupción en las compras de dos submarinos Scorpène, por el Ministerio de Defensa de Malasia en 2002, en un momento en que Najib lideraba dicho ministerio. Las acusaciones son que Abdul Razak Baginda, un ayudante de Najib, recibió pagos de "comisiones" del constructor de submarinos francés DCNS. Shaariibuugiin Altantuyaa, una mujer mongol contratada como traductora de francés para facilitar la compra de los submarinos y la amante de Baginda, posteriormente trató de chantajear a Baginda por un total de $500,000 y posteriormente fue asesinada. Dos policías, que eran guardaespaldas enviados a Najib, fueron acusados y declarados culpables.

## Ascenso al poder
En octubre de 2003, Najib se convirtió en vice primer ministro y recibió una amplia cartera de responsabilidades, incluida la supervisión de FELDA, la Comisión de Derechos Humanos (SUHAKAM) y la Comisión Electoral. En septiembre de 2008, meses después de la debacle electoral sufrida por el Barisan Nasional que le costó su mayoría de dos tercios ante el Pakatan Rakyat, liderado por Ibrahim, Najib fue nombrado ministro de Finanzas y entregó la cartera de Defensa a Badawi.
La debacle electoral del 8 de marzo de 2008, que había costado al oficialismo un 37% del Dewan Rakyat y cinco gobiernos estatales, destruyó la legitimidad de Abdullah y provocó su inminente renuncia, siendo Najib el candidato favorito para sucederlo por su condición de vice primer ministro (ostentada por todos los primeros ministros anteriores antes de acceder al cargo). Aunque Najib mostró durante todo el año siguiente su lealtad al primer ministro, este declaró finalmente el 8 de octubre de 2008 que dimitiría en marzo de 2009, allanando el camino para que Najib lo sucediera. Sin embargo, dijo que la responsabilidad recaía en Najib para ganar las elecciones del partido programadas para marzo antes de que pudiera asumir el control. Najib se presentó a la presidencia de la UMNO y ganó el 2 de noviembre de 2008, sin oposición alguna.
El 26 de marzo de 2009, Najib asumió la presidencia de la UMNO formalmente, y Abdullah dimitió como primer ministro el 1 de abril. Dos días después, el 3 de abril de 2009, Najib fue juramentado como sexto primer ministro de Malasia, con un mandato de cuatro años hasta las elecciones de 2013.

## Gobierno

### Malaysia y proyecto BR1M
En su primer día como primer ministro, Najib anunció como primera acción la eliminación de las prohibiciones en dos periódicos de la oposición, Suara Keadilan y Harakahdaily, dirigidos por el Partido de la Justicia Popular de Anwar Ibrahim y el Partido Islámico de Malasia de Abdul Hadi Awang, respectivamente, y la liberación de trece personas detenidas en virtud de la Ley de Seguridad Interna. Entre los detenidos liberados se encontraban dos activistas de etnia india que fueron arrestados en diciembre de 2007 por liderar una campaña antigubernamental, tres extranjeros y ocho presuntos militantes islámicos. Najib también se comprometió a llevar a cabo una revisión exhaustiva de la ley tan criticada que permite la detención indefinida sin juicio. En el discurso, enfatizó su compromiso de combatir la pobreza, reestructurar en su totalidad a la sociedad malasia, ampliar el acceso a la educación de calidad para todos los grupos y promover una "pasión por el servicio público" renovada.
El 16 de septiembre de 2008, poco antes de anunciarse como futuro sucesor de Abdullah, Najib ya había anunciado el lanzamiento de la campaña "1Malaysia". 1Malaysia era un programa de campaña nacional que solicitaba al gabinete, a las agencias gubernamentales y a los funcionarios públicos que hicieran hincapié en la armonía étnica, la unidad nacional y la gobernanza eficiente. Los ocho valores de 1Malaysia articulados por Najib eran la perseverancia, una cultura de excelencia, aceptación, lealtad, educación, humildad, integridad y la meritocracia. Al día siguiente de lanzar la campaña, Najib abrió el sitio web 1Malaysia.com.my, en un esfuerzo por comunicarse con los ciudadanos de Malasia de manera más eficiente y apoyar la campaña más amplia de 1Malaysia. El primer ministro utilizó el sitio para resaltar sus iniciativas políticas y para proporcionar un foro para los malayos a su gobierno. La campaña 1Malaysia hizo un uso extensivo de las plataformas de medios sociales como Facebook y Twitter.
La investigación ha sugerido que Najib y la UMNO realizaron grandes esfuerzos para establecer una presencia en línea favorable a través de la contratación y el apoyo de los blogueros y otros usuarios de redes sociales, a veces conocidos como "ciberoperadores" para que apoyaran la campaña de 1Malaysia en línea. Del mismo modo, se creó una enorme campaña publicitaria mediante una amplia gama de productos con el nombre de "1Malaysia". A saber, fórmula de leche para niños, leche fresca, leche condensada, crema condensada azucarada, salsa de ostras, mermelada de fruta, curry de pollo enlatado, cordero de mango, compuestos de ghee, cacahuetes, mantequilla de cacahuete cremosa, mantequilla de cacahuete crujiente, y sardinas estañadas en salsa de tomate.
Sin embargo, Najib ha sido criticado por un aparente deterioro de las relaciones raciales en Malasia durante su permanencia en el cargo a pesar del programa 1Malaysia. Las posteriores pérdidas electorales, de las cuales era hasta entonces considerado el malestar económico como principal responsable, serían posteriormente achacadas al abandono de muchos chinos e indios étnicos del Barisan Nasional, supuestamente por la retórica de asimilación malaya que la campaña 1Malysia inspiraba, tal y como acusaría el predecesor y sucesor de Najib, Mahathir Mohamad, en 2014. Efectivamente, el liderazgo de Najib también estuvo marcado por una retórica racial cada vez más agresiva de los elementos dentro del partido UMNO, particularmente hacia los malasios chinos.
El concepto de 1Malaysia, por su parte, ha recibido una respuesta mixta o más bien crítica de parte de gran parte de la población, incluyendo figuras políticas tanto de la oposición como del partido gobernante. Una encuesta realizada en julio de 2010 mostró que un 46% de los malasios consideraba la medida como un truco publicitario desesperado de parte del gobierno para ganar votos de los no malayos, mientras que un 39% confiaba en la campaña como un deseo sincero de buscar la unidad racial, mientras que el 15% se negó a responder o no supo que contestar. El ex primer ministro Mahathir declaró un año después de lanzada la campaña que "todavía no entendía" (masih tidak faham) el concepto de 1Malaysia.

### Aspectos económicos
Al mes de asumir el cargo, el 2 de mayo de 2009, Najib anunció el plan del gobierno para desarrollar un Nuevo Modelo Económico que supuestamente aceleraría la transición de Malasia a un país de altos ingresos. El plan enfatizará las formas de aumentar los ingresos y la productividad de los trabajadores al fomentar las industrias de conocimiento y aumentar la inversión del extranjero. Dicho plan recibió el nombre de "Nuevo Modelo Económico", en reemplazo de la llamada "Nueva Política Económica" que el padre de Najib y sus sucesores habían implementado desde 1972 en adelante. La oposición, encabezada por Anwar Ibrahim, criticó el cambio de nombre de la "Nueva Política Económica" como un ajuste estructural, y que se trataba solo de una campaña publicitaria sin sustancia.
Najib comenzó a implementar una reforma integral de los subsidios del gobierno. El 16 de julio de 2010, los subsidios para la gasolina, el diésel y el GLP se redujeron como parte del programa general de Malasia para reducir y racionalizar los subsidios según el 10.º Plan de Malasia y el Nuevo Modelo Económico. El gobierno cree que ahorrará 750 millones de ringgit a finales de 2010 a través de estas medidas con un impacto negativo pequeño en la mayoría de los ciudadanos. Los subsidios al azúcar y al combustible se seleccionaron para la reforma bajo el alegato de que beneficiaban de manera desproporcionada a los ricos y extranjeros, fomentaban el consumo excesivo y creaban oportunidades para el fraude y el contrabando. Al momento de implementarse la medida, Najib expresó su esperanza de que los malasios adoptarían un estilo de vida más saludable, afirmando que "no hay lógica en que el gobierno asigne subsidios por un valor de casi RM1 mil millones a un producto que podría poner en peligro la salud de la gente". Respondiendo a las preocupaciones sobre cómo estas reformas podrían afectar a los pobres, la Oficina del primer ministro señaló que Malasia todavía gastará 7.880 millones de RM al año en subsidios de combustible y azúcar y que los precios de estos productos seguirán siendo los más bajos en el sudeste asiático. El gobierno también declaró que la educación y la atención médica seguirían recibiendo apoyo estatal.
Con respecto a la liberalización económica incitada por Najib desde su asunción al poder, durante su mandato Malasia implementó medidas sustanciales para atraer inversión extranjera directa, incluida una moderación de las preferencias diseñadas para beneficiar a los malayos étnicos. Específicamente, estas reformas incluyen permitir que los inversionistas extranjeros tengan participaciones mayoritarias en la mayoría de las empresas, excluyendo industrias "estratégicas" como la banca, las telecomunicaciones y la energía, facilitando la regulación de los seguros, recortando los poderes del Comité de Inversiones Extranjeras y reduciendo la cuota mínima para la propiedad malaya en empresas que cotizan en bolsa. Empresas del 30 por ciento al 12,5 por ciento. Cuando introdujo aquellas reformas, Najib declaró: "El mundo está cambiando rápidamente y debemos estar preparados para cambiar con él o arriesgarnos a quedar atrás".
Desde que se implementaron estas reformas, a las firmas bancarias estadounidenses Goldman Sachs y Citigroup se les otorgó permiso para expandir sus operaciones en Malasia. Goldman Sachs recibió licencias para establecer operaciones de gestión de fondos y asesoría. Citigroup ha obtenido un permiso para ofrecer servicios de corretaje. La aprobación de estas licencias es una clara ruptura con la historia de Malasia de mercados de servicios financieros fuertemente dominados y regulados internamente. El Instituto Internacional para el Desarrollo Gerencial respondió a estas y otras reformas al aumentar el ranking de Malasia a la décima economía más competitiva del mundo en 2010 después de haber ocupado el decimoctavo lugar en el mismo ranking de 2009. Malasia, que ahora ocupa el quinto lugar en la región de Asia-Pacífico, obtuvo buenos resultados en los negocios y la eficiencia del gobierno. Los economistas atribuyeron el aumento de la clasificación de Malasia a los esfuerzos del gobierno de Malasia para mejorar el entorno empresarial del país, como el Nuevo Modelo Económico, el Programa de Transformación del Gobierno y el Programa de Transformación Económica.
El gobierno de Malasia también aprobó dos paquetes de estímulo para mitigar los efectos de la crisis económica mundial. El primer paquete de estímulo, con un valor de 7000 millones de RM, se anunció el 4 de noviembre de 2008, después de que Najib ganara la presidencia de la UMNO. El segundo paquete, con un valor de 60.000 millones de RM, se anunció el 10 de marzo de 2009, días antes de que Najib asumiera como primer ministro. Desde su juramentación para el cargo, Najib estuvo supervisando el progreso de los paquetes de estímulo semanalmente. Los economistas gubernamentales creen que los paquetes de estímulo han generado con éxito una mayor actividad económica, especialmente en el sector de la construcción. El Banco Central de Malasia informó que la economía de Malasia creció a una tasa anualizada del 9,5% durante el primer semestre de 2010. Najib declaró que el país estaba en camino de alcanzar el 6% de crecimiento anual promedio para alcanzar su meta de convertirse en un país desarrollado para 2020. Al comentar sobre estos mismos datos económicos, Najib dijo que a partir de agosto de 2010 no había planes para más estímulos económicos. Más bien, dijo que el gobierno se centraría en mejorar los fundamentos económicos de Malasia y en aumentar la inversión.

### Aspectos políticos
Najib asumió su cargo en medio de la creciente crisis de popularidad que sufría el Barisan Nasional (Frente Nacional). La coalición estaba experimentando un fuerte desgaste después de haber gobernado la nación desde que su padre la fundara en 1973 (aunque la UMNO lideraba el país desde incluso antes de la independencia, tras las elecciones al Consejo Legislativo Federal de 1955). A pesar de gozar de mayoría en las dos cámaras, el gobierno había perdido su mayoría de dos tercios del Dewan Rakyat, que le facilitaba la capacidad de enmendar la Constitución Federal sin tener que negociar con otras fuerzas políticas. Debido a esta situación, Najib trató de dar una imagen reformista en el plano político al momento de asumir con la liberación de varios detenidos y la legalización de periódicos opositores. El líder de la oposición, Anwar Ibrahim, sin embargo, denunciaría posteriormente que el gobierno de Najib siguió siendo en esencia bastante autoritario incluso durante su primer mandato, y que sus intentos de reforma fueron meramente una serie de "cambios cosméticos", criticando específicamente el mantenimiento de la mayoría de las leyes represivas.

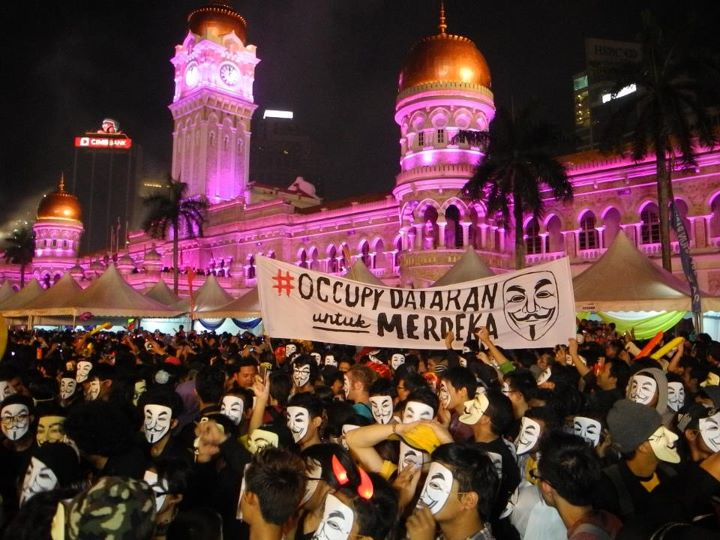
Protestas en Kuala Lumpur contra el Proyecto de Ley de la Asamblea Pacífica, que prohibiría las manifestaciones no autorizadas, en enero de 2012.

El plano estatal también era difícil. Aunque todavía lideraba ocho de las trece gobernaciones, el Barisan Nasional había perdido el control de cinco estados en las elecciones de 2008, incluyendo varios de los estados más poblados y desarrollados a manos del Pakatan Rakyat, que además había obtenido un aplastante triunfo en la elección de representantes legislativos del Territorio Federal de Kuala Lumpur, la capital. Casi toda la representación de la capital y del estado que la rodeaba, Selangor, depositarios juntos de más de un 34% de la población del país, estaba bajo el control de la oposición, y el partido de Anwar, el PKR, encabezaba el gobierno estatal selangoreño desde 2008. Una de las primeras problemáticas que debió enfrentar el gobierno de Najib al asumir fue la crisis constitucional del estado de Perak de mayo de 2009, luego de que la Asamblea Legislativa Estatal se enemistara con el Menteri Besar Mohamad Nizar, del Partido Islámico de Malasia (PAS), y varios de sus legisladores desertaran al Barisan Nasional, sin que se respetara la decisión de Nizar de llamar a comicios anticipados en caso de moción de censura, algo previsto constitucionalmente. Luego de un largo litigio judicial, en febrero de 2010 la justicia otorgó el gobierno estatal a Zambry Abdul Kadir, líder local de la UMNO, en medio de protestas de la oposición de que el Poder Judicial se encontraba sesgado.
El aspecto más criticado de la política represiva implementada por la UMNO en Malasia desde su llegada al poder era la detención continuada de opositores sin juicio. La Ley de Seguridad Interna (Akta Keselamatan Dalam Negeri 1960 o Internal Security Act) conocida simplemente como ISA, había sido aprobada en 1960 por el gobierno de Tunku Abdul Rahman y su implementación creció considerablemente tras los disturbios de mayo de 1969. Dicha ley permitió que el gobierno malasio arrestar gente indefinidamente sin juicio o cargos penales en circunstancias limitadas y legalmente definidas, aunque en la práctica se utilizó para reprimir opositores políticos. El 15 de septiembre de 2011, Najib anunció que pediría la derogarción de la Ley, medida que fue celebrada internacionalmente y reconocida con reservas por la oposición.  Entre sus alegatos para la derogación de la ISA, Najib declaró que se realizaría: "para acomodar y realizar una democracia madura, moderna y funcional; para preservar el orden público; mejorar la libertad civil y mantener la armonía racial". Fuente allegadas al primer ministro afirmaron que declaró en privado que aboliría la ISA porque "ya no le servía al gobierno".
Sin embargo, finalmente se decidió suplantar la ISA por una nueva ley, la llamada Ley de Delitos contra la Seguridad (Medias Especiales), abreviada como SOSMA y aprobada el 17 de mayo de 2012. Dicha ley fue calificada por la oposición como mucho más dura y represiva que la anterior. La SOSMA fue utilizada entre febrero y marzo de 2013, poco antes de las siguientes elecciones, para detener a un grupo de activistas acusados de actos terroristas. Para finales del mandato de Najib, ochenta prominentes grupos de derechos civiles colectivamente pidieron la abolición de SOSMA, calificándolo de una ley "draconiana".

## Controversias

### Pérdidas electorales
Najib anunció la disolución del Dewan Rakyat el 3 de abril de 2013, tres semanas antes de su disolución constitucional obligatoria (el 28 de abril, quinto aniversario de su primera sesión). Por primera vez en toda la historia de Malasia, la totalidad de los 222 escaños parlamentarios y los 505 escaños de doce Asambleas Legislativas Estatales fueron disputados por más de un candidato. El Barisan Nasional y el Pakatan Rakyat serían las únicas dos fuerzas en disputar todos los escaños (aunque en algunas circunscripciones se abstuvieron para apoyar candidatos independientes), garantizando una dura contienda bipartidista. Los comicios serían también los primeros desde la abolición de la ISA, y además por primera vez la Comisión Electoral había resuelto emplear tinta indeleble para marcar los dedos de los votantes que hubieran emitido sufragio, a fin de evitar el fraude electoral. Del mismo modo, y aunque con ciertas restricciones, se reformó la ley electoral para que permitiera que los malasios residentes en el extranjero pudieran registrarse y emitir su voto en las embajadas o consulados de Malasia en otros países, como el Reino Unido.
Uno de los principales objetivos de la campaña del Barisan Nasional era recuperar los estados perdidos en 2008, particularmente Penang y Selangor. En Penang, el BN organizó una serie de conciertos patrocinados, que fueron apoyados financieramente por el empresario Jho Low. El más famoso de todos fue el concierto del cantante surcoreano PSY en el Han Chiang College el 11 de febrero, días después del Año Nuevo Chino. Justo antes de que PSY apareciera en el escenario, fue el primer ministro Najib, el que dio un discurso. Najib procedió preguntando repetidamente a la multitud "¿Están listos para PSY?" a lo que la multitud exclamó "¡Sí!". Sin embargo, luego preguntó "¿Están listos para el BN?" a lo que más de la mitad de los presentes contestó con un rotundo "¡No!". De hecho, casi toda la multitud se dispersó luego de que PSY terminara de ejecutar su Gangnam Style. Otro concierto se llevó a cabo en el mismo lugar el 20 de abril, presentando artistas internacionales como Busta Rhymes, Ludacris, Gigi Leung, Alan Tam y Hacken Lee. Las concentraciones organizadas por la oposición, sobre todo en Penang y Selangor, atrajeron a un número mucho mayor de personas y de hecho el considerable gasto público utilizado para pagar la campaña oficialista indignó a varios votantes.
Las elecciones tuvieron lugar el 5 de mayo de 2013 con la concurrencia a votar más alta en la historia electoral de Malasia, un 84.84%, y un porcentaje de registro del 75%, evidenciando la confianza creciente de la población en que el resultado sería limpio. Sin embargo, la elección resultó ser profundamente controvertida. El Barisan Nasional retuvo la mayoría absoluta con 133 escaños y recuperó el gobierno estatal de Kedah, perdido en 2008. No obstante, el oficialismo fracasó en recuperar la mayoría de dos tercios (por el contrario, perdió 7 escaños) y recibió una proporción de voto significativamente menor que la oposición. El Pakatan Rakyat obtuvo el 50.87% contra un 47.38% del Barisan Nasional, generando una victoria por gerrymandering. En el estado de Perak, la coalición opositora superó por diez puntos porcentuales a la alianza oficialista y aun así fracasó en recuperar el gobierno estatal. Este resultado irregular provocó una serie de protestas por todo el país y denuncias de fraude electoral de parte de los distintos grupos opositores y de las organizaciones de limpieza electoral independientes, como BERSIH.

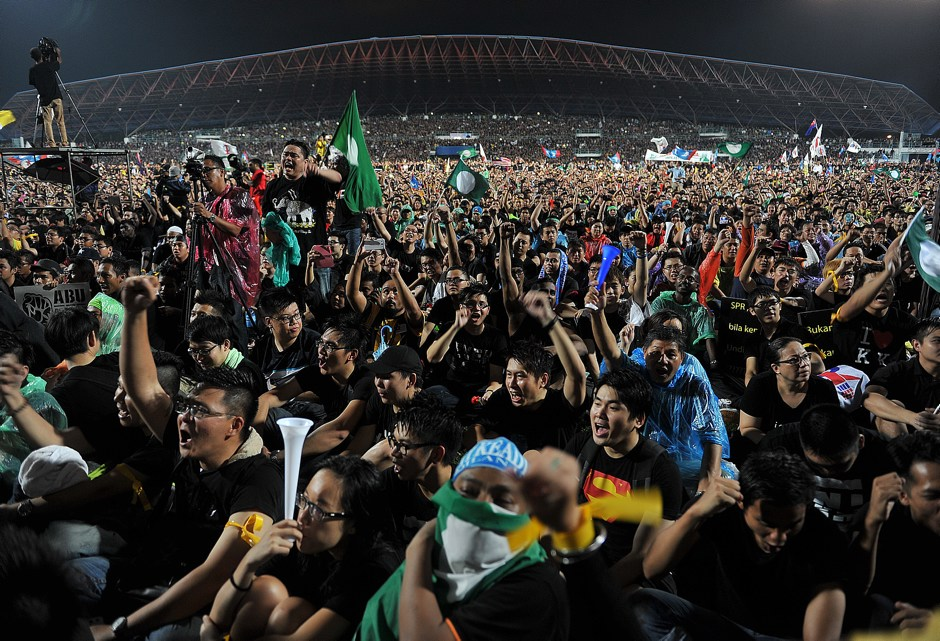
Protestas encabezadas por Anwar Ibrahim después de las elecciones.

Najib Razak dijo a los medios el día después de las elecciones: "Tenemos que mostrarle al mundo que somos una democracia madura. Pase lo que pase, la decisión del pueblo, la voluntad del pueblo debe ser respetada". Agregó: "Después de mi toma de posesión como primer ministro, me comprometo a cumplir honestamente todas mis obligaciones con plena dedicación. Seré verdaderamente fiel a Malasia y preservaré, protegeré y defenderé a la institución". Anwar Ibrahim reaccionó al convocar a dos días de protestas diciendo que la victoria del BN fue "el peor fraude electoral de nuestra historia" y que "llamo a todos los malayos a unir sus manos y expresar nuestro rechazo y disgusto por este fraude electoral sin precedentes cometido por Najib Razak y la Comisión Electoral".
Herizal Hazri, de la Fundación Malasia Asia, dijo: "Existe una sensación de rechazo entre los votantes urbanos de Malasia por aceptar esta retórica: quieren una Malasia más incluyente, quieren votar por partidos que representen a todos los grupos raciales". Los partidos de la oposición habían prometido revisar la política de acción afirmativa de Malasia que favorece a los malayos y otros grupos indígenas ("Bumiputra") sobre las minorías china e india. El primer ministro Najib Razak afirmó que esta era la razón por la cual los chinos étnicos votaron mayoritariamente a la oposición. La oscilación más perceptible de la coalición gobernante a la oposición, es decir, de los partidos MCA y Gerakan afiliados a BN al DAP, estaba entre los votantes étnicos chinos. Esto llevó a Najib a afirmar que la oposición había manipulado y engañado a este grupo de población, provocando un "tsunami chino" que fue el responsable de las pérdidas de su alianza. Sin embargo, la afirmación fue cuestionada por el analista político Shamsul Amri Baharuddin, que afirmó que la derrota del BN por voto popular era más precisamente una muestra de descontento urbano. La distribución geográfica de los votos muestra una diferencia considerable entre las regiones mayoritariamente urbanas con una gran proporción de chinos étnicos que votaron mayoritariamente por la alianza de oposición -con frecuencia por un alto margen- y los estados rurales poblados por "Bumiputra" donde la coalición gobernante ganó la mayoría de sus asientos.
El 8 de mayo, Anwar encabezó una manifestación en el estadio de fútbol Kelana Jaya cerca de Kuala Lumpur. De acuerdo con fuentes que respaldaban al PR, participaron 120.000 personas. Dado que el estadio generalmente suele albergar a aproximadamente 25.000 personas, los escépticos estimaron que el número de participantes varió de 64.000 a 69.000. Partidarios de la oposición afirmaron que la elección fue una farsa.

### Incremento del autoritarismo
Las elecciones minaron severamente la legitimidad política de Najib, por lo que a partir de los comicios la agenda reformista del gobierno se invirtió casi completamente, retornando a un incremento progresivo de la represión gubernamental contra la oposición. Entre las más conocidas, estuvo el retorno de las acusaciones de sodomía contra Anwar Ibrahim, mismo método por el cual este había sido enviado a prisión en septiembre de 1998 cuando era vice primer ministro de Mahathir Mohamad.
Durante todo su mandato como líder opositor, Anwar había recibido nuevas acusaciones de sodomía que fueron vistas como políticamente motivadas. Ya en julio de 2008, había sido arrestado por acusaciones de sodomizar a uno de sus ayudantes masculinos, pero fue absuelto del cargo en enero de 2012. El juez que preside dictaminó que las pruebas de ADN utilizadas en el caso se habían visto comprometidas. Sin embargo, el 7 de marzo de 2014, el tribunal de apelación invalidó el fallo del tribunal superior que restablecía la condena. La decisión se tomó mientras Anwar se preparaba para participar en las elecciones parciales del 23 de marzo de 2014, que se esperaba que ganara. La condena le impidió mantenerse en pie. Human Rights Watch fue crítico con la decisión y dijo que tenía motivaciones políticas.
El 29 de junio de 2008, el portal de noticias en línea Malaysiakini informó que un asistente de Anwar, Saiful Bukhari Azlan, había presentado un informe policial en el que afirmaba que había sido sodomizado por Anwar. Anwar dijo que la posibilidad de una sentencia de prisión como resultado de las acusaciones podría verse como un intento de sacarlo de la dirección de la oposición después de su creciente apoyo y victorias electorales. También reafirmó su inocencia y citó pruebas en forma de informes médicos. Anwar fue declarado no culpable el 9 de enero de 2012 por el Tribunal Superior. El juez presidente, el juez Mohamad Zabidin Mohd Diah, determinó que las pruebas de ADN presentadas por la fiscalía no eran confiables. Once días después, la fiscalía presentó una apelación contra la absolución.
Dos años más tarde, con el gobierno incrementando su control autocrático sobre el poder político después de las elecciones, el Tribunal de Apelación anuló la absolución. Datuk Balia Yusof Wahi, Datuk Aziah Ali y Datuk Mohd Zawawi Salleh decidieron por unanimidad que el Tribunal Supremo no "evaluó críticamente" las pruebas presentadas por el químico del gobierno, el Dr. Seah Lay Hong. Como parte de su absolución anulada el 4 de marzo de 2014, Anwar fue sentenciado a cinco años de cárcel. Human Rights Watch y la Comisión Internacional de Juristas han acusado al gobierno de Malasia de inmiscuirse en este asunto judicial particular y dijeron que el veredicto tenía una motivación política. El 10 de febrero de 2015, el Tribunal Federal de Malasia confirmó la decisión del Tribunal de Apelaciones y confirmó la sentencia de prisión de cinco años. Fue enviado de inmediato a la prisión de Sungai Buloh, Selangor, para cumplir la condena.
En diciembre de 2015, un Proyecto de Ley del Consejo de Seguridad Nacional se aprobó en el Parlamento después de un maratón de seis horas de debate. El proyecto de ley otorga al primer ministro de Malasia poderes sin precedentes, como la capacidad de definir qué constituye un problema de seguridad, así como considerar que cualquier parte de Malasia es un área de seguridad. Dentro de esa área, las autoridades pueden realizar arrestos, realizar búsquedas o confiscar bienes sin una orden judicial. El proyecto de ley fue criticado por grupos de derechos de autor como una invitación al abuso gubernamental. El Colegio de Abogados de Malasia lo calificó como una "sacudida hacia un gobierno autoritario". El gobierno defendió el proyecto de ley, y el ministro de gabinete Shahidan Kassim dijo que la ley es necesaria para permitir una mejor coordinación y una respuesta uniforme en caso de que el país enfrente amenazas de seguridad y que la ley no contravenga los derechos humanos básicos garantizados bajo la constitución federal.

### Acusaciones de corrupción
Najib es el presidente de 1Malaysia Development Berhad (1MDB), una empresa de inversión de propiedad estatal que se estableció por iniciativa de Najib en 2009 como parte del Programa de Transformación Económica del gobierno. Sin embargo, 1MDB incurrió en deudas de 42,000 millones de MYR (aproximadamente 11,100 millones de dólares) después de solo seis años de operaciones, lo que generó una perspectiva negativa sobre el crecimiento económico del país.
El 2 de julio de 2015, The Wall Street Journal publicó una exposición que alega que 2672 millones de MYR (US $ 700 millones) se habían canalizado desde el 1MDB a las cuentas bancarias personales de Najib, lo que provocó numerosos llamamientos a su renuncia. Najib negó cualquier delito y anunció planes para demandar al periódico por difamación, cosa que finalmente no hizo. El 6 de julio del mismo año, en medio del escándalo del 1MDB, el ringgit cayó a 3.8050 frente al dólar estadounidense, la primera vez que se deslizó más allá de la paridad de cambio de 3.80, que se levantó en 2005. Para respaldar las acusaciones, el 7 de julio, The Wall Street Journal sacó a la luz un lote de documentos parcialmente redactados que supuestamente muestran cómo se movieron cerca de US $ 700 millones (RM2.6 mil millones) de 1MDB a las cuentas bancarias personales de Najib. Estos documentos se refieren a transacciones en marzo de 2013, diciembre de 2014 y febrero de 2015.
El grupo de trabajo de varias agencias que investiga estas denuncias informó el 10 de julio de 2015 que las cuentas bancarias de Najib en AmBank Islamic se cerraron antes de que The Wall Street Journal informara las transferencias de miles de millones de ringgit a esas cuentas, confirmando así que Najib tenía dos cuentas en ese banco. El grupo de trabajo también confirmó que las seis cuentas que acababa de congelar no pertenecían a Najib, pero no mencionaron a los titulares de esas cuentas. El manejo del escándalo de corrupción por parte de Najib fue criticado por, entre otros, el ex primer ministro Mahathir Mohamad y luego el vice primer ministro Muhyiddin Yassin. Durante la reorganización del Gabinete a medio plazo de Najib el 28 de julio de 2015, Najib retiró a Muhyiddin de su cargo como vice primer ministro, así como a otros ministros que habían sido críticos con su liderazgo. Najib declaró que la razón de esto era crear un "equipo más unificado". El 1 de agosto de 2015, Najib se dirigió a los delegados de la UMNO en Seremban y en una clara referencia al Informe Sarawak, el sitio de denuncias en Londres fundado y operado por la periodista Clare Rewcastle-Brown, y exigió que los "blancos" se mantuvieran alejados de los asuntos de Malasia y que valoraría sobre todo la lealtad, y no a las personas inteligentes.
El 3 de agosto de 2015, la Comisión de Lucha contra la Corrupción de Malasia declaró que los 2.6 billones de RM que se habían depositado en la cuenta personal de Najib provinieron de donantes, no de 1MDB, pero no dieron detalles sobre quiénes eran los donantes ni por qué se transfirieron los fondos, ni por qué esta explicación tardó tanto en surgir desde que se hicieron las acusaciones el 2 de julio de 2015. El jefe de la división de Umno Kuantan, Wan Adnan Wan Mamat, afirmó que los 2.6 mil millones de RM son de Arabia Saudita como agradecimiento por luchar contra ISIS. Además, afirmó que la comunidad musulmana en Filipinas y el sur de Tailandia también habían recibido donaciones similares y que, dado que las donaciones se hicieron personalmente a Najib en lugar de a la UMNO, los fondos se depositaron en las cuentas personales de Najib.
Semanas más tarde, el escándalo tuvo un giro dramático el 28 de agosto cuando una miembro del propio partido de Najib, Anina Saaduddin, representante de Langkawi Wanita (mujeres) de la UMNO, presentó una demanda civil en su contra alegando una infracción de deberes como fideicomisario y que defraudó a los miembros del partido al fallar para revelar el recibo de los fondos donados y dar cuenta de su uso. Esta demanda fue presentada en el Tribunal Superior de Kuala Lumpur y también fue nombrado Secretario Ejecutivo del partido, Abdul Rauf Yusof. Expresando temor de que Najib ejerciera influencia para eliminar a cualquier miembro de la UMNO "con el único propósito de evitar la responsabilidad", el tribunal también fue trasladado por un mandato judicial para restringir a la UMNO, a su Consejo Supremo, a su cuerpo de enlace estatal, a sus divisiones y sucursales para que eliminen el nominal demandante como miembro del partido en espera de la determinación de la demanda. La demandante también está buscando un reembolso de US$ 650 millones, la cantidad supuestamente depositada por Najib a un banco de Singapur, una cuenta de todos los fondos que había recibido en forma de donaciones, detalles de todos los fondos en la Cuenta Bancaria AmPrivate Número 2112022009694 supuestamente perteneciente a Najib. El 21 de septiembre, The New York Times informó que los investigadores de los Estados Unidos estaban investigando denuncias de corrupción relacionadas con Najib y personas cercanas a él. En particular, los investigadores se enfocaron en propiedades en los Estados Unidos que fueron compradas en los últimos años por compañías fantasmas propiedad del hijastro de Najib, Riza Aziz o conectadas a un amigo cercano de la familia, así como un pago de $681 millones a lo que se cree que es de la cuenta bancaria personal de Najib. El 18 de octubre de 2015, la "donación" de 2.6 billones de MYR a las cuentas personales de Najib condujo a la oposición a presentar una moción de censura contra Najib, que fracasó.
El 26 de enero de 2016, el fiscal general de Malasia, Mohamed Apandi Ali, anunció que la investigación del pago de $681 millones a la cuenta bancaria personal de Najib se había cerrado. La Comisión Anticorrupción que investiga el regalo, liderada por Apandi, concluyó que no se había violado ninguna ley y que el regalo no era un injerto. Apandi fue nombrado fiscal general por Najib en agosto de 2015 después de que el anterior fiscal general, Abdul Gani Patail, fue despedido abruptamente por Najib. Aunque Bernama, el servicio estatal de noticias de Malasia, informó que Abdul Gani fue destituido por razones de salud, muchos especularon que su despido estuvo relacionado con la investigación de corrupción del 1MDB. Luego dijo que la familia real saudí era la fuente de la donación de $681 millones, aunque persisten las dudas, ya que los ministerios saudíes de asuntos exteriores y finanzas no tenían información sobre dicha donación. Se informó que el inversor no identificado de Najib devolvió $620 millones a la familia real saudí en 2013, pero no se dio ninguna explicación sobre el motivo de la inversión o qué sucedió con los $61 millones que no regresaron. Najib elogió los resultados de la investigación y reiteró su negación de cualquier delito.
El 28 de marzo de 2016, el programa de televisión australiano Four Corners en un episodio titulado State of Fear: Murder and Money in Malaysia, emitió nuevas denuncias sobre las grandes sumas de dinero que habían ingresado en las cuentas bancarias de Najib Razak. El 30 de marzo, The Wall Street Journal, The Times y otras agencias de noticias informaron que Najib y su esposa, Rosmah Mansor, habían gastado $15 millones en bienes de lujo y gastos extravagantes de viaje. Durante la diplomacia de golf de Najib Razak con el presidente de los Estados Unidos, Barack Obama, el 24 de diciembre de 2014, los documentos de investigación de Malasia muestran que Rosmah Mansor había comprado artículos por un valor de $130,625 en una tienda Chanel en Honolulu, Hawái. La acusación se confirmó cuando un empleado de la tienda en la tienda de Chanel en el exclusivo Ala Moana Center recuerda a la esposa de Najib que hizo compras allí justo antes del 25 de diciembre de[2014. En abril de 2016, Mohd Nazifuddin Najib, hijo de Najib, fue nombrado en los Panama Papers.
En julio de 2016, el Departamento de Justicia de los Estados Unidos inició una demanda civil para incautar activos estadounidenses por un valor de más de US $ 1000 millones (4.100 millones de MYR) supuestamente obtenidos de US $ 3.500 millones (14.38.000 millones de MYR) de fondos de 1MDB malversados. Dentro de la demanda civil, un funcionario del gobierno de alto rango que tenía control sobre el 1MDB fue referido como "Oficial de 1Malaysia", y se mencionó más de 30 veces. El "Funcionario de 1Malaysia" supuestamente recibió un aproximado de US$ 681 millones (2.797 millones de MYR) de dinero robado de 1MDB a través de Falcon Bank, Singapur, el 21 y 25 de marzo de 2013, de los cuales US $ 650 millones (2.0 millones de MYR) se enviaron a Falcon Bank el 30 de agosto de 2013. En septiembre de 2016, Najib fue identificado como "Oficial de 1Malaysia" por Abdul Rahman Dahlan, ministro del Departamento del primer ministro y director de comunicaciones estratégicas del Barisan Nasional. Dahlan también afirmó que Najib no fue nombrado porque "no era parte de esta investigación". El 15 de junio de 2017, el Departamento de Justicia hizo un seguimiento de su demanda de julio de 2016 mediante la emisión de una acción civil en vigor para ceder los activos involucrados y rastreables a una conspiración internacional para lavar dinero malversado de 1Malaysia Development Berhad ("una inversión estratégica y empresa de desarrollo de propiedad total del gobierno de Malasia "). El escrito proporcionó justificaciones detalladas para ver la pérdida de artículos y propiedades específicos ubicados en los Estados Unidos y en el extranjero, incluso en el Reino Unido y Suiza.
Como consecuencia del escrito del 15 de junio de 2017, el 28 de febrero de 2018, las autoridades indonesias tomaron un yate de lujo vinculado a las investigaciones del 1MDB en aguas de Bali, en nombre del FBI. Además, el 7 de marzo de 2018 en las cortes de California, los productores del 'Lobo de Wall Street' acordaron pagar $60 millones para liquidar los reclamos del Departamento de Justicia que financiaron la película con dinero extraído del 1MDB. El gobierno de Malasia se mantendría en silencio con respecto a las acusaciones y a las acciones tomadas por la justicia estadounidense hasta la derrota electoral de Najib.

### Declaración de los Ciudadanos de Malasia
El espacio opositor al gobierno de Najib entró en una fuerte crisis después de la sorpresiva y controvertida derrota técnica de 2013. El Pakatan Rakyat (Pacto Popular) estaba compuesto por el Partido de la Justicia Popular (PKR), de tendencia reformista y liderado por Anwar; el Partido de Acción Democrática (DAP), de tendencia socialista y opositor histórico de la UMNO; y por el Partido Islámico de Malasia (PAS), de tendencia extremista islámica y gobernante del estado de Kelantan. La disparidad ideológica entre las fuerzas distintas, sobre todo entre el DAP y el PAS, al punto en que su cohesión se limitaba a su oposición al gobierno, provocó una serie de tensiones, las cuales ocasionaron que la coalición se disolviera casi simultáneamente con el segundo arresto de Anwar y el estallido del escándalo del 1Malaysia Development Berhad, en julio de 2015. El PKR, el DAP y los desertores más progresistas del PAS que fundaron el Partido Amannah establecieron el Pakatan Harapan (Pacto de la Esperanza), mientras que el PAS fundó una coalición con otros partidos islámicos marginales, la Gagasan Sejahtera (Idea Próspera).
A pesar de la ruptura opositora, el Barisan Nasional también estaba sufriendo una fuerte crisis interna. La escasa mayoría parlamentaria del oficialismo dependía en gran medida de la UMNO y de la coalición gobernante en el estado de Sarawak, presidida por el Partido Unido de la Herencia Indígena (PBB), por lo que desde la crisis electoral de 2008 el gabinete malasio empezaba a componerse más y más por malayos étnicos de dichos partidos, marginando a los partidos chinos oficialistas como la Asociación China de Malasia (MCA) y el Partido del Movimiento Popular Malasio (Gerakan), que habían perdido gran parte de su caudal de votos ante el DAP opositor, y la mayoría de los dirigentes chinos del BN que perdieron sus escaños entre 2008 y 2013 eran ministros del gobierno.
Desde 2014, el ex primer ministro Mahathir Mohamad había comenzado a alejarse de Najib por el escaso éxito que sus políticas tenían en contener la corrupción creciente y en mejorar el escenario electoral para la coalición gobernante. A partir del escándalo del 1MDB y de la purga del Gabinete que ocasionó la expulsión de varios dirigentes históricos del partido, el alejamiento se convirtió en un abierto enfrentamiento. Muhyiddin Yassin, quien había sido reemplazado por Ahmad Zahid Hamidi como vice primer ministro, desertó de la UMNO por su enemistado con Najib. Otros importantes políticos que abandonaron o fueron expulsados del partido entre finales de 2015 y principios de 2016 fueron Shafie Apdal, Mohamad Sabu, y el Menteri Besar de Kedah e hijo de Mahathir, Mukhriz Mahathir, quien fracasó en logar una moción de confianza para cambiar el partido del gobierno estatal y fue expulsado de su cargo. El propio Mahathir abandonó la UMNO, partido del que había formado parte en su fundación en 1946, en enero de 2016. A finales del año, consiguió registrar el Partido Indígena Unido de Malasia (PBBM o BERSATU) al que adhirieron casi todos los miembros descontentos de la UMNO. Shafie Apdal fundó otro partido opositor en Sabah, el Partido del Patrimonio de Sabah (WARISAN), que colaboró estrechamente con BERSATU.
Esta nueva facción opositora a Najib mantuvo conversaciones con las divididas partes de la oposición en marzo de 2016. En la reunión participaron representantes del Pakatan Harapan, el PAS, el WARISAN y BERSATU. El 4 de marzo, sin el apoyo del PAS, el Pakatan Harapan y las dos escisiones de la UMNO emitieron la Declaración de los Ciudadanos de Malasia (en malayo: Deklarasi Rakyat; lo que se traduciría literalmente como: Declaración Popular). Este documento, firmando tanto por Mahathir como por los líderes del PKR, que significó la reconciliación del mismo con Anwar Ibrahim después de décadas de enemistad política; era un compromiso político para que la oposición malasia se reorganizara de cara a las siguientes elecciones, buscando deponer a Najib por medios pacíficos, remover a todos sus allegados, restaurar las garantías constitucionales y buscar investigar las acusaciones crecientes de corrupción contra el gobierno. Después de la misma, BERSATU y WARISAN se unieron al Pakatan Harapan, y Mahathir fue designado como su candidato a primer ministro en reemplazo de Anwar, que se encontraba arrestado.

### Derrota electoral
Najib anunció un adelanto en las siguientes elecciones, y el Dewan Rakyat se disolvió anticipadamente el 7 de abril. Hubo muchas controversias incluso antes de que comenzaran las elecciones, principalmente con respecto al gerrymandering y delimitaciones de límites electorales a favor del partido gobernante. El cuerpo que regula las elecciones en Malasia, la Comisión Electoral (que está bajo el control del Departamento del primer ministro) ha sido criticada por la BERISH, la Comisión de Derechos Humanos de Malasia y otras organizaciones por negligencias electorales, decisiones arbitrarias y falta de transparencia. El candidato a primer ministro del Pakatan Harapan, Mahathir Mohamad, que ya había gobernado el país durante más de veinte años bajo las mismas acusaciones, declaró que las elecciones de 2018 serían "las más sucias en la historia de nuestra nación". Los partidos de oposición, organizaciones no gubernamentales e incluso los políticos del partido gobernante han acusado al gobierno de fraude electoral y de manipular las circunscripciones a favor de la demografía oficialista. La oposición afirmaba que la manipulación involucraba principalmente fusionar áreas dominadas por la oposición en asientos grandes y únicos, y dividir áreas favorables a BN entre varios asientos más pequeños para favorecer a los votantes rurales que están más inclinados a apoyar al partido gobernante. Un analista del grupo de reforma electoral Tindak Malaysia estimó que este último proceso de redefinición permitiría a Barisan Nasional recuperar el control con solo el 33% de los votos. El Proyecto de Integridad Electoral (EIP), un proyecto académico independiente de la Universidad de Harvard y la Universidad de Sídney que estudia la integridad electoral y asigna puntajes de PEI (Percepciones Globales de Integridad Electoral) a países de todo el mundo, en su trabajo publicado en noviembre de 2017, determinó y clasificó la integridad electoral de Malasia en el puesto 142 de 158 países, justo por encima de Zimbabue (143), Vietnam (147) y Afganistán (150).
Semanas antes del llamado a elecciones, Najib impulsó un último proyecto de ley, denominado "Proyecto de Ley Contra las Noticias Falsas", considerada otra legislación represiva y draconiana cuyo objetivo sería esencialmente silenciar cualquier crítica contra el gobierno de parte de la oposición. Tras el llamado a elecciones, la diferencia entre la fecha de la disolución del Parlamento y el día de la nominación de candidatos dejaban un período de campaña históricamente corto. Además, la designación de un miércoles como jornada electoral, incluso si era declarado asueto nacional, fue vista como un intento de incitar una baja participación, sobre todo de los votantes que debían realizar largos traslados hacia su circunscripción en un día laboral. Hasta el día de los comicios, la idea de que el BN volvería a triunfar gracias al gerrymandering era vista como el escenario más probable por la mayoría de los analistas. El segundo escenario considerado era que el BN perdería la mayoría, pero que formaría una coalición exitosa con el PAS y mantendría el gobierno. La posibilidad de una victoria para el Pakatan Harapan era vista como improbable, incluso aunque se creyera que sobrepasaría por amplio margen al BN en voto popular.
La campaña de Najib fue calificada por numerosos líderes políticos, incluyendo Mahathir, como "desesperada". Najib se limitó a hacer promesas económicas y destacar la estabilidad que había traído el Barisan Nasional al país durante sus largas décadas en el poder. En lo que fue considerado un error muy grave, afirmó que Mahathir era un "anciano senil de 93 años", lo cual fue considerado un insulto severo dado el respeto recibido por Mahathir como ex primer ministro y como líder político en general. El día antes de las elecciones, los candidatos de ambas coaliciones emitieron discursos en vivo. Najib lo hizo a través de la televisora federal, mientras que Mahathir recurrió a Facebook Live. Mahathir pidió a los votantes no prestarse a "sacrificar la nación" por lo que llamó un "soborno", y aseguró el establecimiento de un estado de derecho firme. El discurso de Najib, por su parte, fue visto como "una serie de ofrecimientos y regalos desesperados", al prometer una exención del impuesto a la renta para las personas de 26 años o menos, independientemente de sus ingresos, y la declaración de los dos días posteriores a la elección como asueto nacional.
En medio de una atmósfera violenta, con tensiones en la mayor parte del país, se realizaron las elecciones el 9 de mayo de 2018. Se reportaron numerosas irregularidades durante toda la jornada, y la votación se detuvo estrictamente a las 17:00, a pesar de que aún había filas de personas esperando para emitir su voto. El conteo comenzó a esa misma hora. La decisión de cerrar las casillas electorales a las 17:00 se encontró con las protestas de los aspirantes a votar descontentos que afirmaron que, dadas las colas más largas de lo habitual, la Comisión Electoral (CE) podría haber ampliado las horas de votación, como se había hecho en las elecciones anteriores. Partiendo con una ventaja ligera para el BN, poco a poco el número de escaños del PH fue creciendo, hasta acercarse a los del oficialismo. A muy poco de empezar el conteo, el declive del BN era evidente y la retención del PH de los estados que gobernaba fueron irreversibles. En Sabah y Sarawak, se mostró un gran pase de votos del BN al PH, cuando hasta entonces Malasia Oriental era considerada un depósito fijo de votantes del oficialismo. Se produjeron disturbios esporádicos en zonas donde se creía que se iba a ejecutar un fraude electoral, con manifestantes atacando camiones supuestamente llenos de urnas falsas.
A las 23:20 del 9 de mayo, Mahathir concedió una conferencia de prensa anunciando la victoria electoral del Pakatan Harapan, habiendo superado con tendencia irreversible los 112 escaños requeridos para formar gobierno. Agregó posteriormente que el PH había logrado arrebatar al BN los gobiernos estatales de Negeri Sembilan, Malaca, Johor y Kedah. Sin embargo, Mahathir alegó que algunos oficiales de la Comisión Electoral se rehusaban a firmar el Formulario 14 en sus respectivos distritos electorales, lo cual es necesario para que se anuncien los resultados. Además, advirtió que aunque "los malasios no son personas violentas, no deberían tomárselo a la ligera". Después de la conferencia de prensa, la Comisión Electoral comenzó a publicar los resultados oficiales de las elecciones poco después de la medianoche. Sin embargo, los resultados oficiales se retrasaron continuamente y se anunciaron solo de forma gradual, ya que se dijo que el recuento de votos seguía en curso en varios lugares. Aproximadamente a las 2:30, justo después de que los resultados no oficiales confirmaran la mayoría absoluta del Pakatan Harapan, Mahathir, flanqueado por varios líderes de la coalición, dio otra conferencia de prensa, anunciando que el Istana Negara (Palacio Nacional) había convocado al líder del Partido de la Justicia Popular (PKR) (el partido cuyo logo fue utilizado por el PH en las urnas) y que sería juramentado como el séptimo primer ministro de la nación más tarde ese día. El resultado final establecería que el PH recibió el 47.92% de los votos y 121 escaños (contando a su aliado en Sabah, el WARISAN) contra el 33.80% y 79 escaños del BN y el 16.99% de la coalición del PAS, la primera derrota efectiva del oficialismo encabezado por la UMNO.
Mientras se realizaba el conteo, el liderazgo del Barisan Nasional canceló la tradicional celebración de la victoria en Kuala Lumpur, y organizó una reunión de dirigentes a puertas cerradas en la residencia privada de Najib. Aunque numerosos informes y rumores incentivados por medios opositores declararon que en dicha reunión se planteó la posibilidad de realizar un autogolpe de estado con la Ley Marcial para mantener al Barisan Nasional en el poder, la idea ha sido categóricamente rechazada por todos los líderes partidarios que estuvieron presentes, afirmando que el reconocimiento del resultado de las elecciones nunca se puso en duda. Jahabar Sadiq, del The Malaysian Insight, declaró en un artículo que, cuando se le informó al primer ministro de la inminente derrota del Barisan Nasional, este preguntó, angustiado, "¿Realmente la gente me odia tanto?". Después de la reunión, ministros y dirigentes partidarios anunciaron que reconocían la derrota. Finalmente, Najib concedió una conferencia de prensa en las primeras horas del 10 de mayo, admitiendo el triunfo del Pakatan Harapan. Mahathir fue juramentado como séptimo primer ministro de Malasia (aunque era su segundo mandato) el mismo día, poniendo fin a nueve años de administración de Najib, y más de seis décadas de dominación política la UMNO sobre Malasia.

## Después de su mandato
Najib se comprometió a facilitar una transferencia de poder sin problemas. El 12 de mayo de 2018, tres días después de perder las elecciones federales, un manifiesto de vuelo indicaba que Najib y su esposa, Rosmah, tomaban un avión privado al aeropuerto internacional Halim Perdanakusuma en Yakarta, Indonesia. En respuesta, el Departamento de Inmigración, a las órdenes del primer ministro Mahathir Mohamad , impuso una prohibición de viaje que impediría su salida del país. En medio del estado de ánimo del país en su contra, Najib renunció como líder de la UMNO y Barisan Nasional el mismo día, asumiendo interinamente las funciones de la presidencia su antiguo vice primer ministro Ahmad Zahid Hamidi, quien luego sería elegido Líder de la Oposición Federal.
El recién elegido gobierno de Pakatan Harapan reabrió rápidamente las investigaciones sobre el escándalo del 1MDB. Desde el 16 de mayo de 2018, la policía de Malasia ha registrado seis propiedades vinculadas a Najib y Rosmah como parte de la investigación del escándalo del 1MDB. Han incautado 284 cajas llenas de bolsos de diseñador, 72 maletas grandes con dinero en efectivo en múltiples monedas y otros objetos de valor. El comisionado de policía de Malasia confirmó que la policía incautó bienes con un valor estimado de entre US$ 223 y US $273 millones. La policía lo describió como la mayor incautación en la historia de Malasia.
El 28 de julio de 2020 Najib fue encontrado culpable de un cargo de abuso de poder, tres cargos de obstrucción de la justicia, tres cargos de lavado de dinero, lo que totalizan siete cargos por la corte internacional. Se anunció que fue condenado a 12 años de prisión y a pagar una multa de RM 210 millones (US$49.5 millones).